# 恋人と別れる50の方法
「恋人と別れる50の方法」（原題：50 Ways to Leave Your Lover）は、ポール・サイモンが作詞作曲し1975年に発表した楽曲。

## 概要
本作品は1975年10月25日発売のアルバム『時の流れに』に収録された。同年12月にシングルカットされ、翌年1976年2月7日から2月21日にかけて3週連続でビルボード・Hot 100の1位を獲得した。
また、ビルボードのイージーリスニング・チャートでも1位を獲得し、ゴールドディスクに輝いた。1976年のビルボード年間チャート8位を記録。
本作品の製作後1976年にソロ・デビューするパティ・オースティン、すでに著名な歌手であったフィービ・スノウ、夫婦ソングライター・チーム「アシュフォード&シンプソン」として60年代モータウンに多くのヒット曲を提供したヴァレリー・シンプソンの3人の女性がバッキング・ヴォーカルを務めている。

## パーソネル
- ポール・サイモン - ヴォーカル、ギター
- ジョン・トロペイ - エレクトリック・ギター
- トニー・レヴィン - ベース
- スティーヴ・ガッド - ドラムス
- ケニー・アスチャー - オルガン
- ラルフ・マクドナルド - パーカッション
- パティ・オースティン - バッキング・ヴォーカル
- フィービ・スノウ - バッキング・ヴォーカル
- ヴァレリー・シンプソン - バッキング・ヴォーカル